# اتفاقية الكويت 1979
اتفاقية الكويت 1979، هي أتفاقية تمت في مارس 1979، في الكويت بين الجمهورية العربية اليمنيةوجمهورية اليمن الديمقراطية الشعبية لتوقيع إتفاقيات الوحدة اليمنية وإنهاء حرب 1979 اليمنية بين البلدين .

## نبذة
التقى الرئيسان علي عبد الله صالح وعبد الفتاح إسماعيل الجوفي في مارس 1979 وتوصلا إلى توقيع اتفاقية أكدا فيها على الالتزام بالاتفاقيات الوحدوية السابقة، وعلى الخطوات التنفيذية لتحقيق الوحدة، والإسراع في إعداد دستور دولة الوحدة خلال أربعة أشهر ليجتمع الرئيسان لإقراره قبل أن يحال إلى السلطتين التشريعيتين للموافقة عليه وعرضه على الشعب للاستفتاء.
وجاءت استقالة عبد الفتاح إسماعيل في 21 إبريل 1980 ليخلفه الرئيس علي ناصر محمد الذي بادر بزيارة صنعاء في 13 يونيو 1980 للاتفاق على إحياء الحوار وإزالة أسباب التوتر والتنسيق في كافة المجالات وإنشاء شركة مشتركة للنقل البري والبحري، وعلى اللقاء الدوري بين الرئيسين مرة كل أربعة أشهر.

## وصلات خارجية
- احداث ماقبل الوحدة اليمنية